# Sigma Serpentis
Sigma Serpentis (σ Serpentis, förkortat Sigma Ser, σ Ser) som är stjärnans Bayerbeteckning, är en ensam stjärna belägen i den sydöstra delen av stjärnbilden Ormen, i den del som representerar ”ormens huvud” (Serpens Caput). Den har en skenbar magnitud på 4,82 och är synlig för blotta ögat där ljusföroreningar ej förekommer. Baserat på parallaxmätning inom Hipparcosuppdraget på ca 36,7 mas, beräknas den befinna sig på ett avstånd på ca 89 ljusår (ca 27 parsek) från solen. Stjärnan rör sig närmare solen med en radiell hastighet på -49 km/s.

## Egenskaper
Sigma Serpentis är en gul till vit stjärna med oklar klassificering. Barry (1970) tilldelade den spektralklass F3 V, som anger att den är en vanlig stjärna i huvudserien av typ F. Houk och Swift (1999) klassificerade den som A9 Ib/II, vilket istället anger att den är en utvecklad ljus jätte- eller superjättestjärna av spektraltyp A. Den har en massa som är ca 60 procent större än solens massa, en radie som är ca 1,9 gånger större än solens och utsänder från dess fotosfär ca 8 gånger mera energi än solen vid en effektiv temperatur på ca 6 950 K.